# Noailhac (Corrèze)
Noailhac is een gemeente in het Franse departement Corrèze (regio Nouvelle-Aquitaine) en telt 323 inwoners (2005). De plaats maakt deel uit van het arrondissement Brive-la-Gaillarde.

## Geografie
De oppervlakte van Noailhac bedraagt 13,8 km², de bevolkingsdichtheid is 23,4 inwoners per km².
De onderstaande kaart toont de ligging van Noailhac (Corrèze) met de belangrijkste infrastructuur en aangrenzende gemeenten.

## Demografie
Onderstaande figuur toont het verloop van het inwonertal (bron: INSEE-tellingen).